# Dicrurus fuscipennis
El drongo de la Gran Comora (Dicrurus fuscipennis) es una especie de ave paseriforme de la familia Dicruridae endémica de las Comoras, en el océano Índico.
Su plumaje es de color negro lustroso con algunos contrastes marrón mate y cola bifurcada. Mide unos 24 cm de largo y sus patas y pico son negros. Se alimenta de frutas e insectos grandes tales como cucarachas, saltamontes, escarabajos y mantis.

## Distribución y hábitat
Es endémica de Gran Comora. Sus hábitats naturales son los bosques bajos húmedos tropicales, pastizales y plantaciones. Se encuentra amenazada por pérdida de hábitat.